# نمل مريخي نادر
النمل المريخي النادر (الاسم العلمي:Martialis heureka) هو نوع من النمل يعتبر النوع الوحيد ضمن أسرة النملاوات المريخية.